# Rhytidoponera aciculata
Rhytidoponera aciculata är en myrart som först beskrevs av Smith 1858.  Rhytidoponera aciculata ingår i släktet Rhytidoponera och familjen myror. Inga underarter finns listade i Catalogue of Life.